# V'juzhnaja
V'juzhnaja är en dal i Antarktis. Den ligger i Östantarktis. Australien gör anspråk på området.